# Packard Station Sedan
Packard Station Sedan – samochód marki Packard produkowany w latach 1948–1950 tylko w wersji kombi. Wyróżniał się modnymi wówczas drewnianymi elementami karoserii. Wytwarzany był od 22 do 23 serii aut tej marki.
W swej historii firma Packard często używała oznaczenia Station Wagon dla określenia wersji kombi różnych modeli. Natomiast w roku 1948 zdecydowała się wypuścić na rynek wersję Station Wagon jako samodzielny model pod nazwą Station Sedan dla zagospodarowania powstałej po wojnie niszy rynkowej i wykorzystania chwilowego zainteresowania nabywców tego rodzajami aut.